# استیل (کارولینای جنوبی)
استیل(به انگلیسی: Estill) شهری در ایالت کارولینای جنوبی کشور ایالات متحده آمریکا است که جمعیت آن در سرشماری سال ۲۰۱۰ میلادی، ۲٬۰۴۰ نفر بوده‌است.